# 海莉·刘易斯
海莉·刘易斯（英語：Hayley Lewis，1974年3月2日—），澳大利亚女子游泳运动员。她曾代表澳大利亚参加1992年、1996年和2000年夏季奥林匹克运动会游泳比赛，获得一枚银牌和一枚铜牌。